# Jackson's Whole
Jackson's Whole es un planeta y sistema planetario ficticios que aparece en las novelas de la serie de ciencia ficción centrada en Miles Vorkosigan.

## Situación
La importancia estratégica de Jackson's Whole es ser uno de los puntos de acceso a Hegen Hub, un sistema estelar sin mundos habitados, pero muy bien comunicado mediante agujeros de gusano con varias zonas importantes; por una parte el imperio Barrayarano, el Imperio Cetangandano, y a través de otros agujeros, hacia la Colonia Beta, la Tierra y otras zonas no nombradas del Nexo («media galaxia colonizada», según Miles).

## Sociedad
Es una sociedad liberal basada en un capitalismo extremo (anarco-capitalismo). El planeta y sus bases espaciales están controladas por varias Casas comerciales mayores y otras muchas más pequeñas que compiten entre sí. Todo está basado en el dinero y las relaciones comerciales. Pero prácticamente nada está prohibido, lo que significa que las Casas también utilizan grupos mercenarios para mantener su posición. De hecho, la situación de que todo se pueda comprar y vender llega al extremo de que para que arresten a alguien primero hay que pagar por ello, y el arrestado puede librarse si puede pagar un precio mayor. Pero los jacksonianos afirman que la corrupción existente no es culpa de ellos; si el resto de la galaxia estuviera dispuesta a pagar por virtud lo que pagan por la corrupción, Jackson's Whole sería un lugar santo.
Jackson's Whole es probablemente una crítica al capitalismo puro, basado por lo menos parcialmente en Estados Unidos.

## Las Casas comerciales
Por lo menos se nombran cinco casas comerciales presentes en el sistema:
- Casa Dyne, dedicada al blanqueo de dinero.
- Casa Fell, dedicada al comercio de armas de alta tecnología, sin preguntar el destino.
- Casa Bharaputra, experta en clonación y trabajos genéticos ilegales.
- Casa Ryoval, aún más corrupta que la anterior, además del mayor burdel del sistema.
- Casa Hargraves actúa como intermediaria en casos de secuestro, a cambio de una importante comisión.

Además de otras muchos otros grupos comerciales menores, que establecen alianzas o guerras entre ellos, manteniendo todo el sistema al borde del caos continuamente, pero manteniéndose en ese equilibrio inestable.

### Tecnología
Las compañías de Jackson's Whole comercian en todo aquello que está prohibido en otros sectores, o tienen unos controles o condiciones que no existen allí. Sin embargo la calidad de los productos ha ido decayendo, y no son tan buenos como los que se fabrican en Colonia Beta.

### Clonación
Una de los negocios más lucrativos e inmorales de Jackson's Whole es la fabricación de clones de clientes ricos, para utilizar sus cuerpos como recambio cuando el original se empiece a desgastar con la edad; mediante un trasplante de cerebro que les permita seguir viviendo en el cuerpo más joven. Los clones son adoctrinados para creer que su vida no tiene importancia, y deben darla para que su original pueda seguir viviendo. Mediante esta misma biotecnología también fabrican monstruosidades y quimeras genéticas, incluso para uso militar como supersoldados, siempre que los clientes puedan pagar.

## Relación con Miles Vorkosigan
La primera relación conocida de Miles con este sistema es en "Laberinto", donde, al mando de su grupo de mercenarios, está encargado de rescatar a un famoso genetista que quiere huir de Casa Bharaputra y buscar asilo político. Posteriormente debe volver cuando su hermano clónico se hace pasar por él para rescatar a un grupo de clones, aunque termina gravemente herido y en suspensión criogénica.
El origen de los cultivos ováricos en Ethan de Athos también es Jackson's Whole.
- Datos: Q10750512